# Benjamin Heckendorn
Compléments
Site internet : BenHeck.com
Benjamin J. Heckendorn (né le 19 octobre 1975) est un concepteur de mods de consoles et une célébrité d'Internet. Il est mieux connu sous le nom de "Ben Heck" sur la Toile. Ben est aussi un réalisateur de films indépendants.
Il a deux balados, un qu'il réalise avec l'aide d'un ami, Jason Jones et un autre qu'il produit sur Warpath TV avec George Force, Mike Zucker, et Anthony Carboni.
La plupart des mods de Ben sont fabriqués à partir de vieilles consoles de jeux vidéo telles que l'Atari 2600 ou la NES. Il a ensuite transformé les circuits imprimés en forme plus petite. Le circuit imprimé reconfiguré est logé dans une coque fabriquée grâce à une MOCN et quelques périphériques sont assemblés.
Ses créations ont été présentées sur des magazines comme Wired, Popular Science, et Maxim, ainsi que sur des émissions télévisées telles que TechTV, The Screen Savers, Attack of the Show! et X-Play. Ses mods apparaissent également de manière régulière sur des blogs à grande popularité comme Engadget.

## Systèmes

### Atari
Ben a créé une série de consoles portables Atari, presque toujours en utilisant une quelconque version d'un circuit imprimé d'Atari 2600 transformé en un circuit plus petit. Les exceptions sont l'Atari Jaguar "64 bit" Portable qu'il a construite, ainsi que des Atari 800 Computer Laptops (ordinateurs portables) également.
- VCSp originale : Premier projet portable de Ben.
- VCSp Révisions 2 à 5
- VCSp Rev. 5.1
- VCSp Rev. 6 (été 2006), 50 exemplaires
- VCSp Rev. 7
- VCSp Special Edition : La coque est faite de chêne.
- Vagabond 2003 : Version conçue pour être petite.
- Vagabond 2000 : Autre version conçue pour être petite.
- Atari Jaguar "64-Bit" Portable
- Atari 800 Computer Laptop et Atari 800 Computer Laptop

### Microsoft
- Une Xbox 360  a été transformée de manière à avoir une forme similaire à un ordinateur portable. Ben avait l'habitude d'avoir une popularité modeste sur la Toile jusqu'à ce que la Xbox 360 portable soit révélée, augmentant amplement sa publicité pendant une période prolongée.
- Une manette Xbox 360 utilisable d'une seule main a été construite pour un soldat blessé en Irak. Les boutons Y, B, X et A ainsi que les gâchettes sont placés sur le dessous de la manette.